# چرتالدو
چرتالدو (به ایتالیایی: کرتالدو) یک کومونه در ایتالیا است که در استان فلورانس واقع شده‌است.

## خصوصیات
چرتالدو ۷۵٫۲۴ کیلومترمربع مساحت و ۱۶٬۰۰۶ نفر جمعیت دارد و ۶۷ متر بالاتر از سطح دریا واقع شده‌است.

## خواهرخوانده
شهرهای نویروپین، کنتربری، شینون، Ripatransone, Cossignano و سیگتو مرمتسیه خواهرخوانده‌های چرتالدو هستند.